# أنديرس روث
أنديرس روث (بالفنلندية: Anders Roth)‏ هو لاعب كرة قدم فنلندي، ولد في 17 مارس 1967 في هانكو في فنلندا.

## وصلات خارجية
- أنديرس روث على موقع قاعدة بيانات كرة القدم.إي يو (الإنجليزية)
- أنديرس روث على موقع ناشيونال فوتبول تيمز (الإنجليزية)
- أنديرس روث على موقع عالم كرة القدم.نت (الإنجليزية)